# Harisa (potrawa)
Harisa (orm. հարիսա) – tradycyjna ormiańska potrawa z długo gotowanej pszenicy z mięsem.

## Nazwa
W różny sposób wyjaśniane jest pochodzenie nazwy potrawy. Według ormiańskiej tradycji patron Armenii św. Grzegorz pragnął nakarmić tłumy ubogich, ale okazało się, że nie ma wystarczająco dużo mięsa. Wtedy polecił, aby do garnków dodano pszenicę. Gdy podczas gotowania pszenica zaczęła przyklejać się do dna kotłów, św. Grzegorz zawołał „harech”, czyli wymieszaj. Od tego słowa wywodzi się nazwę potrawy.

## Sposób wykonania
Wykonanie potrawy jest proste, lecz czasochłonne. Do pszenicy (całe ziarno) nazywanej przez Ormian korkot, którą wcześniej należy namoczyć na noc, dodaje się mięso. Może to być kurczak, chociaż tradycyjnie była to baranina lub jagnięcina. Dodaje się sól i pieprz do smaku oraz roztopione pół szklanki masła, a następnie całość zalewa się wodą i gotuje. Ważne jest ostrożne mieszanie harisy, aby uzyskać odpowiednią konsystencję podobną do purée. Niektórzy uważają, że należy ją mieszać, gdy pszenica jest w połowie ugotowana, a inni, że nie należy jej mieszać, ani doprawiać solą aż do samego końca procesu gotowania.

## Musa Dağı
W Armenii harisa stała się symboliczną potrawą ormiańskiego ruchu oporu. Służy ona upamiętnieniu tych, którzy zginęli podczas tureckiego oblężenia góry Musa Dağı w 1915 roku. Przyjęto wspólne spożywanie harisy jako formę uczczenia pamięci pomordowanych. Każdego roku w trzeci weekend września potomkowie ocalałych zbierają się, aby świętować i jeść harisę. W 2015 roku z okazji obchodów stulecia ludobójstwa, przygotowano 100 garnków harisy.

### Harisa a keşkek
W 2011 roku na listę niematerialnego dziedzictwa kulturowego UNESCO zostało wpisane pochodzące z Anatolii danie keşkek jako tradycyjna potrawa turecka. Ormianie, którzy zamieszkiwali obszary wschodniej Anatolii do czasu I wojny światowej uważają, że danie to pomimo innej nazwy, jest przygotowywane podobnie jak harisa i ma pochodzenie ormiańskie. Po ogłoszeniu decyzji UNESCO powstała nawet nieformalna grupa ormiańskich etnologów, którzy postanowili to udowodnić.